# Plovania
Plovania (in croato Plovanija) è un insediamento istriano nel comune di Buie.

## Storia
Dopo il Trattato di Rapallo Plovania entrò a far parte dell'Italia, nella regione istriana. Dal 1943 al 1945 fu occupata dai tedeschi e dopo la seconda guerra mondiale e dopo l'accordo di pace di Parigi passò sotto il controllo della Jugoslavia della quale entrò a far parte solo nel 1954, prima fu parte del Territorio Libero di Trieste. Dopo la dissoluzione della Jugoslavia il paesino nel 1991 entrò a far parte della Croazia della quale fa parte tuttora. Dal 1993 fa parte del comune di Buie. I residenti vivono principalmente di agricoltura, zootecnia e da alcuni anni anche di turismo. 

## Società

### Evoluzione demografica
Per quanto riguarda la demografia il Ministero dell'interno croato non dispone dei dati relativi al numero di abitanti durante il periodo italiano.
| 1900 | 1910 | 1948 | 1953 | 1961 | 1971 | 2001 | 2011 |
| 10   | 1    | 9    | 5    | 11   | 131  | 232  | 247  |